# Cama (Grisões)
Cama é uma comuna da Suíça, no Cantão Grisões, com cerca de 470 habitantes. Estende-se por uma área de 15,06 km², de densidade populacional de 31 hab/km². Confina com as seguintes comunas: Dosso del Liro (IT-CO), Gordona (IT-SO), Grono, Leggia, Livo (IT-CO), Lostallo, Verdabbio.
A língua oficial nesta comuna é o Italiano.